# 永丰桥 (宁波)
永丰桥原名通途桥，是浙江省宁波市一座跨姚江桥梁，连接江北区和海曙区，为变截面预应力混凝土连续梁桥，全长1720米，宽30米，主桥布置为40米＋3×60米＋40米，于1999年11月26日开工:37，2001年9月26日通车，目前，永丰桥在成为交通要道的同时，也是宁波市民观赏夜景的去处。